# Biłenczenkiwka
Biłenczenkiwka (ukr. Біленченківка) – wieś na Ukrainie, w obwodzie połtawskim, w rejonie myrhorodzkim, w hromadzie Hadziacz. W 2001 liczyła 776 mieszkańców, spośród których 766 wskazało jako ojczysty język ukraiński, 7 rosyjski, 2 białoruski, a 1 inny.